# ニカラグア日本友好公園
ニカラグア日本友好公園（ニカラグアにほんゆうこうこうえん、スペイン語: Parque Japón Nicaragua）は、ニカラグアの首都マナグアにある都市公園。
2005年2月28日、日本とニカラグアの外交関係樹立70周年を記念して開設された。「日本・ニカラグア公園」などの訳語も用いられる。

## 地理・歴史
公園は市内のLos Robles地区に位置し、Pista Miguel Obando y Bravo通りに面している。この場所は、首都の主要道路である国連通り（Paseo Naciones Unidas）にも近い。
公園は、マナグア市長が計画した都市改良プロジェクトの一環として建設された。この公園の建設費は155万9000ドルで、日本国政府は100万ドルを寄付し、マナグア市は残りを負担した。
外交関係樹立80周年（2015年）を機に改修・再整備が行われ、2016年6月11日に改修工事完成式が行われた。

## 施設
公園の面積は8119平方メートル。敷地には、ニカラグア様式の庭園、典型的な日本式庭園、日本の伝統的建築様式の建物がある。 建物は、教育文化活動の実現と環境保護の促進を目的とするものである。日本庭園の一角には、日本を象徴する富士山と、ニカラグアを代表するモモトンボ火山を模した築山が並んで造られている。日本からは数千本の竹が持ち込まれており、ラテンアメリカでは最大規模の竹林が作られている。